# Coulonges-les-Sablons
Coulonges-les-Sablons település Franciaországban, Orne megyében. Lakosainak száma 416 fő (2018. január 1.). Coulonges-les-Sablons Coudreceau, Marolles-les-Buis, Saint-Victor-de-Buthon, Bretoncelles és Sablons-sur-Huisne községekkel határos.

## Népesség
A település népességének változása:
| Lakosok száma | 492  | 468  | 416  | 436  | 430  | 404  | 436  | 424  | 422  | 416  |
|               | 1962 | 1968 | 1975 | 1982 | 1990 | 2008 | 2013 | 2015 | 2017 | 2018 |